# Tourist (album d'Athlete)
Pour les articles homonymes, voir Tourist.
Albums de Athlete
Vehicles And Animals
(2003)
Tourist est le nom du second album studio du groupe anglais Athlete, mis en vente en début de l'année 2005.
Pour cet album, le groupe a fait preuve de maturité dans son style musical. Alors que leur premier album, Vehicles And Animals, dégageait une ambiance joviale et légère, l'album Tourist paraît sombre, posé et sentimental. On notera quelques ressemblances avec le style de Coldplay, avec des chansons comme Street Map. L'amour est le thème qui émane de cet album, omniprésent dans toutes les pistes.
En tête, le single Wires, entré en 4e position des charts UK, devenant le titre le plus vendu du groupe. C'est en grande partie grâce à cette chanson que l'album remporta la première place des ventes à sa sortie.
Bien que le succès commercial de l'album soit indéniable, les critiques concernant Tourist sont assez mitigées. Certaines suggèrent que l'album est une progression logique du style du groupe, tandis que d'autres déclarent que Athlete a perdu son style unique et si particulier qui lui avait valu le titre de "groupe de pop/rock bricolo".
En 2005, Tourist devint le 22e album de le plus vendu de l'année en Angleterre et Wires le 89e single le plus vendu.
Toutes les pistes ont été écrites par le groupe.

## Liste des pistes

### Édition UK et Japon
| No  | Titre                            | Durée |
| --- | -------------------------------- | ----- |
| 1.  | Chances                          |       |
| 2.  | Half Light                       |       |
| 3.  | Tourist                          |       |
| 4.  | Trading Air                      |       |
| 5.  | Wires                            |       |
| 6.  | If I Found Out                   |       |
| 7.  | Yesterday Threw Everything At Me |       |
| 8.  | Street Map                       |       |
| 9.  | Modern Mafia                     |       |
| 10. | Twenty Four Hours                |       |
| 11. | I Love                           |       |

Piste bonus : Lay Your Head (Version japonaise)

### DVD bonus (édition spéciale)
| No | Titre                                                   | Durée |
| -- | ------------------------------------------------------- | ----- |
| 1. | Wires (vidéo)                                           |       |
| 2. | Tourist (documentaire sur le tournage)                  |       |
| 3. | Wires (vidéo live - Shepherds Bush 2004)                |       |
| 4. | Tourist (vidéo live - Shepherds Bush 2004)              |       |
| 5. | New Project (audio live - Shepherds Bush 2004)          |       |
| 6. | Vehicles And Animals (audio live - Shepherds Bush 2004) |       |
| 7. | You Got The Style (audio live - Shepherds Bush 2004)    |       |
| 8. | Shake Those Windows (audio live - Shepherds Bush 2004)  |       |

## Singles
- Wires, le 17 janvier 2005. Charts UK #4
- Half Light, le 25 avril 2005. Charts UK #16
- Tourist, le 15 août 2005. Charts UK #43
- Twenty Four Hours, le 14 novembre 2005. Charts UK #42